# ピエトラルンガ
ピエトラルンガ（伊: Pietralunga）は、イタリア共和国ウンブリア州ペルージャ県にある、人口約2,000人の基礎自治体（コムーネ）。

## 地理

### 位置・広がり

#### 隣接コムーネ
隣接するコムーネは以下の通り。括弧内のPUはペーザロ・エ・ウルビーノ県所属を示す。
- アペッキオ (PU)
- カーリ (PU)
- チッタ・ディ・カステッロ
- グッビオ
- モントーネ
- ウンベルティデ

### 気候分類・地震分類
ピエトラルンガにおけるイタリアの気候分類 (it) および度日は、zona E, 2364 GGである。
また、イタリアの地震リスク階級 (it) では、zona 2 (sismicità media) に分類される。

## 行政

### 分離集落
ピエトラルンガには、以下の分離集落（フラツィオーネ）がある。
- Aggiglioni, Castelfranco, Castelguelfo, Collantico, Corniole, Pieve de' Saddi, Piscinale, Salceto Lame, San Biagio, San Faustino